# Льнозавод (Новотор'яльський район)
Льно́заво́д (рос. Льнозавод, марій. Льнозавод) — селище у складі Новотор'яльського району Марій Ел, Росія. Входить до складу Чуксолинського сільського поселення.

## Населення
Населення — 70 осіб (2010; 78 у 2002).
Національний склад (станом на 2002 рік):
- марійці — 69 %
- росіяни — 31 %